# Antrozoologia

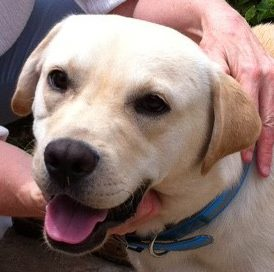
Un labrador retriever che viene coccolato dal suo padrone

L'antrozoologia (nota anche come studi uomo-animale, SUA, o con la locuzione inglese human-animal studies, HAS) è il sottoinsieme dell'etnobiologia che si occupa di interazioni tra esseri umani e altri animali. È un campo interdisciplinare che si sovrappone ad altre discipline tra cui antropologia, etnologia, medicina, psicologia, medicina veterinaria e zoologia. Uno dei principali obiettivi della ricerca antrozoologica è la quantificazione degli effetti positivi delle relazioni uomo-animale su entrambe le parti e lo studio delle loro interazioni. Essa comprende studiosi di materie quali antropologia, sociologia, biologia, storia e filosofia.
Studiosi di antrozoologia, come Pauleen Bennett, riconoscono la mancanza di attenzione accademica data agli animali non umani nel passato e alle relazioni tra animali umani e non umani, specialmente alla luce della vastità delle rappresentazioni, dei simboli e delle storie animali e della loro effettiva presenza fisica nelle società umane. Piuttosto che in un approccio unificato, il campo attualmente consiste in diversi metodi adattati dalle varie discipline partecipanti per abbracciare le relazioni tra animali umani e non umani e in sforzi occasionali per sviluppare metodi sui generis.

## Aree di studio
- L'interazione e il miglioramento nelle interazioni con gli animali in carrività.
- Legami affettivi (emotivi) o relazionali tra uomo e animale
- Percezioni e credenze umane nei confronti di altri animali
- Come alcuni animali si inseriscono nelle società umane
- Come queste variano tra le culture e cambiano nel tempo
- Lo studio dell'addomesticamento animale: come e perché gli animali domestici si sono evoluti da specie selvatiche (paleoantrozoologia)[5]
- Legami animali dello zoo prigioniero con custodi
- La costruzione sociale degli animali e cosa significa essere animali
- Lo sguardo zoologico[6]
- Il legame uomo-animale
- Paralleli tra le interazioni uomo-animale e le interazioni uomo-tecnologia
- Il simbolismo degli animali nella letteratura e nell'arte
- La storia della domesticazione degli animali
- Le intersezioni tra specismo, razzismo e sessismo
- Il posto degli animali negli spazi occupati dall'uomo
- Il significato religioso degli animali nella storia umana
- Esplorare il trattamento etico interculturale degli animali
- La valutazione critica del maltrattamento e dello sfruttamento degli animali
- Mente, sé e personalità negli animali non umani
- I potenziali benefici per la salute umana del possesso di animali da compagnia

## Antrozoologiavs.zooantropologia
Nel corso dell'ultimo ventennio del Novecento, all'interno dei cosiddetti Animal Studies, sono emerse due discipline più incentrate sui caratteri descrittivi ed esplicativi - rispetto al connotato principalmente prescrittivo della bioetica animale - del rapporto uomo-animale:
- l'antrozoologia, di matrice anglosassone, con un taglio di tipo transdisciplinare;
- la zooantropologia, che si sviluppa soprattutto in Italia e in Francia, con una maggiore attenzione epistemologica rispetto al carattere peculiare del rapporto con l'alterità animale.[7]

L'antrozoologia si avvale della ricerca etologica e antropologica, con l'obiettivo, da una parte, di descrivere le caratteristiche del rapporto uomo-animale, dall'altra di studiarne le potenzialità applicative.
Per contro, la zooantropologia si basa sul rifiuto di un approccio multidisciplinare e sulla costruzione di una propria struttura epistemologica. Questa, in estrema sintesi, sviluppa la concezione di un dialogo "paritario" tra umano e non-umano, al quale si riconosce una sua soggettività e un suo ruolo autonomo, che cioè non è definito e misurato solo in funzione dell'essere umano e dei suoi bisogni specifici (materiali, emotivi, culturali).

## Crescita del campo
Ci sono attualmente 23 programmi universitari sui SUA o in un campo correlato negli Stati Uniti, Canada, Gran Bretagna, Germania, Israele e Paesi Bassi, così come altri otto programmi di scuola veterinaria in Nord America e oltre trenta organizzazioni di SUA negli Stati Uniti, Canada, Gran Bretagna, Australia, Francia, Germania, Nuova Zelanda, Israele, Svezia e Svizzera.
Nel Regno Unito, l'Università di Exeter gestisce un master in antrozoologia che esplora le interazioni uomo-animale da prospettive antropologiche (interculturali). Le interazioni uomo- animale (IUA, in inglese human-animal interactions, HAI) che coinvolgono animali da compagnia sono studiate anche dal Waltham Center for Pet Nutrition, che collabora con il National Institutes of Health degli Stati Uniti per studiare le IUA in relazione allo sviluppo e all'invecchiamento del bambino.
Ci sono ora tre liste principali per gli studiosi e gli studenti di SUA: H-Animal, il listserv Human-Animal Studies e NILAS, così come la lista di Critical Animal Studies.
Esistono inoltre oltre una dozzina di riviste che trattano questioni di SUA, molte delle quali sono state fondate nell'ultimo decennio, e centinaia di libri di SUA, la maggior parte pubblicati nell'ultimo decennio (si veda ad esempio Humanimalia). Brill, Berg, Johns Hopkins, Purdue, Columbia, Reaktion, Palgrave-McMillan, l'Università del Minnesota, l'Università dell'Illinois e Oxford offrono una serie di SUA o un gran numero di libri di HAS.
Inoltre, nel 2006, l'Animals and Society Institute (ASI) ha iniziato a ospitare la borsa di studio Human-Animal Studies Fellowship, un programma di sei settimane in cui gli studiosi di pre e post-dottorato lavorano a un progetto di ricerca SUA in un'università sotto la guida di studiosi ospiti e di studiosi pari grado a distanza. A partire dal 2011, l'ASI ha collaborato con il Wesleyan Animal Studies, che ospiterà la borsa di studio in collaborazione con ASI. Ci sono anche una serie di conferenze SUA ogni anno, incluse quelle organizzate da ISAZ e NILAS, e la conferenza Minding Animals, tenutasi nel 2009 in Australia. Infine, ci sono più corsi HAS insegnati ora che in passato. Il sito ASI elenca oltre 300 corsi (principalmente in Nord America, ma anche in Gran Bretagna, Nuova Zelanda, Australia, Germania e Polonia) in ventinove discipline in oltre 200 college e università, senza contare oltre 100 corsi di giurisprudenza.
Anche in Italia negli ultimi anni si sono sviluppate iniziative nel campo dei SUA. Ad esempio, il Dipartimento di filosofia dell'Università degli Studi di Milano ha attivato specifici programmi di studio nell'area degli human-animal studies e nel 2013 ha vinto addirittura il premio dell'International Development Project dell'Animals and Society Institute e della Humane Society University statunitensi per i suoi corsi.